# Euphyia obductata
Euphyia obductata là một loài bướm đêm trong họ Geometridae.